# Josep Gramunt de Moragas
Josep Gramunt de Moragas (Tarragona, Tarragonès, 5 d'agost de 1922 - Cochabamba, Bolívia, 25 d'agost de 2018) va ser un eclesiàstic, jesuïta i periodista català.
Rebé nombroses distincions: dos premis Ondas de l'espanyola Cadena SER a 1971 i el 1973 per la seva tasca per a l'alfabetització i educació d'adults a l'àrea rural de Bolívia, i els premis de periodisme de la Fundación Ballivián (1983), Nacional de periodisme de Bolívia (1993) i "Libertad" de l'Associació Nacional de Premsa de Bolívia (2009). També va rebre una Menció especial del Premi Rei d'Espanya a la millor tasca periodística el 1984. L'Associació Nacional de la Premsa, que agrupa la majoria dels mitjans escrits de Bolívia, li va conferir el Premi Llibertat a 2009. El 2013 la Universitat Catòlica Boliviana "Samn Pablo" va atorgar el grau acadèmic de Doctor honoris causa al P. Josep Gramunt de Moragas, per haver dedicat la seva vida al servei de la comunicació social, com a defensor de la llibertat d'expressió a Bolívia i com un exemple per a les noves generacions de comunicadors socials.
Fill de Josep Gramunt i Subiela, un tarragoní que va reunir al llarg de la seva vida una important col·lecció de llibres sobre Tarragona, Poblet i Santes Creus, ingressà a la Companyia de Jesús el 1945. Es llicencià en Dret per la Universitat de Madrid, després d'estudiar entre els anys 1945 i 1948, en Filosofia l'any 1950, i en Teologia l'any 1958, per la secció Sant Francesc de Borja de la Facultat de Teologia de Catalunya a Sant Cugat del Vallès. També es va diplomar en Periodisme per la Universitat Internacional Menéndez Pelayo de Santander i Comunicació Social per la Syracuse University de Nova York el 1965. Abans, el 1952 es va traslladar a Bolívia, on s'establí a La Paz. El 1991 va obtenir la nacionalitat boliviana, que va mantenir al costat de l'espanyola. Es dedicà al periodisme i a l'ensenyament. Director de l'Agència EFE de La Paz, entre els anys 1967 i 1979, i corresponsal de l'agència alemanya DPA, fundà la primera agència de notícies de Bolívia, Fides (ANF), l'any 1963, que dirigí fins al 2013, després de mig segle al capdavant d'aquest mitjà. Cofundador també d'ERBOL (Educación Radiofónica de Bolivia), associació privada d'emissores radiofòniques dedicades inicialment a l'alfabetització (1967) i que posteriorment s'ha diversificat i ha obtingut una forta implantació. Catedràtic de deontologia de la comunicació social a la Universitat Catòlica de Bolívia (1975-78). Autor de diverses obres sobre periodisme i d'anàlisi sociopolític, a més de columnista dels més importants diaris bolivians, escriví llibres sobre comunicació i periodisme i és coautor de les obres El diálogo para la democracia (1986) i Bolivia en el año 2010 (1987). Editorialista i analista polític en la premsa boliviana, fou membre de la redacció del diari de La Paz Razón, on col·laborà habitualment. Fou professor invitat a l'Escola d'Alts Estudis Nacionals de Bolívia i de l'Escola Diplomàtica i director del Programa Hispanoamericà de la Ràdio Vaticana (Roma, 1971). Des del 2015 va viure en Cochabamba, ciutat on va passar els cinc darrers anys de la seva via, abans de morir, a la casa jesuïta nostra Senyora de l'Esperança.